# Avau jezik
Avau jezik (awau; ISO 639-3: avb), jedan od četiri istočnih arawe jezika šire Sjevernonovogvinejske skupine, kojim govori 620 ljudi (2002 SIL) u provinciji West New Britain, Papua Noa Gvineja.
Govorrnici se služe i tok pisinom ili engleskim [eng]. Dijalekt: gasmata.

## Vanjske poveznice
- Ethnologue (14th)
- Ethnologue (15th)